# Demonax samarensis
Demonax samarensis är en skalbaggsart som beskrevs av Aurivillius 1928. Demonax samarensis ingår i släktet Demonax och familjen långhorningar.
Artens utbredningsområde är Filippinerna. Inga underarter finns listade i Catalogue of Life.